# Elezioni parlamentari ad Haiti del 2015
Le elezioni parlamentari ad Haiti del 2015 si tennero il 9 agosto (primo turno) e il 25 ottobre (secondo turno).
L'esito delle consultazioni fu annullato in alcuni collegi, nei quali si tornò al voto il 20 novembre 2016.

## Risultati
| Liste                                                        | Voti | % | Seggi |
| ------------------------------------------------------------ | ---- | - | ----- |
| Partito Haitiano Tèt Kale                                    |      |   | 22    |
| Verità                                                       |      |   | 14    |
| Convenzione Unita Democratica                                |      |   | 9     |
| Organizzazione del Popolo in Lotta                           |      |   | 7     |
| Fanmi Lavalas                                                |      |   | 5     |
| Lega Alternativa per il Progresso e l'Emancipazione di Haiti |      |   | 4     |
| Rete Scudo Nazionale                                         |      |   | 4     |
| Haiti in Azione                                              |      |   | 3     |
| Unione Patriottica                                           |      |   | 3     |
| Fusione dei Socialdemocratici Haitiani                       |      |   | 3     |
| Renmen Ayiti                                                 |      |   | 2     |
| Movimento di Solidarietà per l'Avanzata del Nordest          |      |   | 2     |
| Altri                                                        |      |   | 7     |
| Totale                                                       |      |   | 85    |